# Rothhof (Schwabhausen)
Rothhof ist ein Gemeindeteil der Gemeinde Schwabhausen im oberbayerischen Landkreis Dachau. 

## Lage
Die Einöde liegt einen Kilometer westlich des Ortsrandes von Schwabhausen. Der Ort war bereits vor der Gebietsreform in Bayern ein Gemeindeteil von Schwabhausen.

## Baudenkmäler
Eingetragene Baudenkmäler gibt es im Ort nicht.